# Пугач сірий
Пугач сірий (Bubo cinerascens) — вид птахів з роду пугач (Bubo) родини совових. Поширений майже по всій території Африки.
Багато у чому споріднений із пугачем африканським (Bubo africanus). Деколи цей вид розглядають як підвид пугача африканського.
Цей вид розміром у середньому 45 см і важить близько 500 грам.
Живиться безхребетними, дрібними хребетними, птахами, плазунами і ропухами. Размножується з листопаду по травень в більшості районів мешкання. Самка відкладає 2-3 яєць в укриттях на ґрунті.